# Bolschaja (Kamtschatka)
Die Bolschaja (russisch Больша́я, die „Große“, im Oberlauf Bystraja, Быстрая, die „Schnelle“) ist ein Fluss im äußersten Südwesten der Halbinsel Kamtschatka im Fernen Osten Russlands.

## Flusslauf
Die Bolschaja entspringt als Bystraja im Ganalski-Gebirge, das Teil des Wostotschny-Höhenrückens ist. Im Oberlauf fließt sie in überwiegend südlicher Richtung durch das Bergland. Sie wendet sich später nach Westen und mündet schließlich in eine langgestreckte Lagune des Ochotskischen Meeres, welche sich erst 35 km weiter südlich zum Meer hin öffnet. Die Siedlungen Ust-Bolscherezk und Oktjabrski befinden sich in der Nähe der Flussmündung. Oberhalb der Mündung der Plotnikowa bei Flusskilometer 58 heißt der Fluss „Bystraja“. Der Fluss hat eine Länge von 275 km.

## Hydrologie
Die Bolschaja entwässert ein Areal von 10.800 km². Der mittlere Abfluss (MQ) liegt bei 317 m³/s. Im Unterlauf ist der Fluss schiffbar.

## Fischfauna
Verschiedene Lachsfische nutzen das Flusssystem der Bolschaja zum Laichen, darunter Buckellachs, Ketalachs, Silberlachs, Rotlachs und Königslachs.